# Śródnabłonkowa neoplazja szyjki macicy
Śródnabłonkowa neoplazja szyjki macicy (ang. cervical intraepithelial neoplasia, CIN) – stan przedrakowy raka szyjki macicy. Jest to proces karcynogenezy, który toczy się wewnątrz nabłonka.